# Tornatellinops moohuensis
Tornatellinops moohuensis är en snäckart som först beskrevs av Preston 1913.  Tornatellinops moohuensis ingår i släktet Tornatellinops och familjen Achatinellidae. Inga underarter finns listade i Catalogue of Life.